# Хутієві
Хутієві (Capromyidae) — колишня родина, тепер підродина ссавців із родини щетинцеві. Живі на сьогодні види мешкають на Кубі, Багамських островах, Піносі, Гаїті, Пуерто-Рико, Ямайці і маленьких острівцях Карибського регіону.

## Характеристика
Важать приблизно до 7 кілограмів і виглядають як незвично великі пацюки з густим хутром. За будовою вони нагадують нутрій (Myocastor), і деколи їх включають в ту ж родину (Myocastoridae).
Хутро жорстке, забарвлене, як правило, в коричневий або сіруватий колір. Мають дужу статуру, широку голову, маленькі очі й вуха, короткі кінцівки, редукований великий палець, і виступаючі кігті. Рострум короткий, булли не збільшені. Самиці мають дві пари молочних залозах. Різці вузькі а безкорінні моляри ростуть протягом всього життя. Зубна формула: 1/1, 0/0, 1/1, 3/3 =20.

## Стиль життя
Вони — наземні, живуть у лісі, на плантації, і в скелястих районах. Це в основному рослиноїдні гризуни, хоча відомо, що також споживають маленьких ящірок.
Більшість видів поодинокі, тільки Geocapromys ingrahami живе в колоніях. Ці гризуни, адаптовані до умов острівної Вест-Індії до приходу європейців, були не в змозі впоратися з хижаками, представленими мангустом (Herpestes), або людьми і їх собаками.

## Систематика
† — вимерлий вид
- Родина Хутієві (Capromyidae)
  - Підродина Capromyinae
    - Рід Capromys — Хутія
      - Вид Capromys pilorides (Хутія кубинська)

    - Рід Geocapromys
      - Вид Geocapromys brownii (Хутія куцохвоста)
      - Вид †Geocapromys columbianus
      - Вид Geocapromys ingrahami (Хутія багамська)
      - Вид †Geocapromys thoracatus

    - Рід Mesocapromys
      - Вид Mesocapromys angelcabrerai (Хутія Кабрери)
      - Вид Mesocapromys auritus (Хутія вухата)
      - Вид Mesocapromys nanus (Хутія карликова)
      - Вид Mesocapromys sanfelipensis (Хутія Сан-Феліпе)

    - Рід Mysateles
      - Вид Mysateles garridoi (Хутія Ґаррідо)
      - Вид Mysateles gundlachi (Хутія Ґундлача)
      - Вид Mysateles melanurus (Хутія чорнохвоста)
      - Вид Mysateles meridionalis (Хутія південна)
      - Вид Mysateles prehensilis (Хутія чіпкохвоста)

  - Підродина †Hexolobodontinae
    - Рід †Hexolobodon
      - Вид †Hexolobodon phenax

  - Підродина †Isolobodontinae
    - Рід †Isolobodon
      - Вид †Isolobodon montanus (Хутія гірська)
      - Вид †Isolobodon portoricensis (Хутія пуерториканська)

  - Підродина Plagiodontinae
    - Рід Plagiodontia
      - Вид Plagiodontia aedium (Хутія гаїтянська)
      - Вид †Plagiodontia ipnaeum (Хутія саманська)
      - Вид †Plagiodontia araeum

    - Рід †Rhizoplagiodontia
      - Вид †Rhizoplagiodontia lemkei

## Охорона
З 35 відомих науці видів родини, 13 ще є живими або їхній статус уточнюється і ще кілька перебувають на грані вимирання.